# Епархия Кибдо

Герб епархии Кибдо

Епархия Кибдо (лат. Dioecesis Quibduana, исп. Diócesis de Quibdó) — епархия Римско-Католической церкви с центром в городе Кибдо, Колумбия. Епархия Кибдо входит в митрополию Санта-Фе-де-Антиокии. Кафедральным собором епархии Кибдо является церковь святого Франциска Ассизского.

## История
14 ноября 1952 года Римский папа Пий XII выпустил буллу «Cum usu cotidiano», которой учредил апостольский викариат Кибдо, выделив его из епархии Антиокии (сегодня — Архиепархия Санта-Фе-де-Антиокии) и апостольской префектуры Чоко.
30 апреля 1990 года Римский папа Иоанн Павел II выпустил буллу «Plus triginta septem», которой преобразовал апостольский викариат Кибдо в епархию. В этот же день епархия Кибдо вошла в митрополию Санта-Фе-де-Антиокии.

## Ординарии епархии
- епископ Pedro Grau y Arola C.M.F.[1] (24.03.1953 — 6.06.1983);
- епископ Jorge Iván Castaño Rubio C.M.F. (6.06.1983 — 16.02.2001);
- епископ Фидель Леон Кадавид Марин (25.07.2001 — 2.02.2011) — назначен епископом Сонсон-Рионегро;
- епископ Хуан Карлос Баррето Баррето (30.01.2013 — по настоящее время).

## Источник
- Annuario Pontificio, Libreria Editrice Vaticana, Città del Vaticano, 2003, ISBN 88-209-7422-3
- Булла Cum usu cotidiano, AAS 45 (1953), стр. 217
- Булла Plus triginta septem  (лат.)